# Ndjole
Ndjole este un oraș localizat în provincia Moyen-Ogooué din Gabon. Este capitala departamentului Abanga-Bigne. În 2008 avea o populație de 6.289 locuitori.